# Lista de políticos afro-brasileiros por cargo
A Lista de políticos afro-brasileiros por cargo tem os afro-brasileiros que ocuparam cargos políticos como presidente, governador, senador e prefeito.

## Presidentes
| Nome         | Foto | Mandato             | Mandato                | Partido político | Nota                                         | Ref.        |
| ------------ | ---- | ------------------- | ---------------------- | ---------------- | -------------------------------------------- | ----------- |
| Nilo Peçanha |      | 14 de junho de 1909 | 15 de novembro de 1910 | PRF              | Assumiu após a morte do titular Afonso Pena. | [ 3 ] [ 4 ] |

## Governadores
| Unidade federativa  | Governador              | Governador                | Mandato                | Mandato                                  | Partido político                  | Nota                                                    |
| ------------------- | ----------------------- | ------------------------- | ---------------------- | ---------------------------------------- | --------------------------------- | ------------------------------------------------------- |
| Amazonas            |                         | Eduardo Gonçalves Ribeiro | 2 de novembro de 1890  | 5 de maio de 1891                        | ?                                 | Nomeado pelo presidente Deodoro da Fonseca              |
| Amazonas            | 27 de fevereiro de 1892 | Eduardo Gonçalves Ribeiro | 23 de julho de 1896    | Nomeado pelo presidente Floriano Peixoto | ?                                 |                                                         |
| Espírito Santo      |                         | Albuíno Cunha de Azeredo  | 15 de março de 1991    | 1 de janeiro de 1995                     | PDT                               | Eleito no segundo turno em 1990.                        |
| Rio de Janeiro      |                         | Nilo Peçanha              | 31 de dezembro de 1903 | 1 de novembro de 1906                    | PRF                               | Eleito em 1900                                          |
| Rio de Janeiro      | 31 de dezembro de 1914  | Nilo Peçanha              | 7 de maio de 1917      | Eleito em 1914                           | PRF                               |                                                         |
| Rio de Janeiro      |                         | Benedita da Silva         | 5 de abril de 2002     | 1 de janeiro de 2003                     | PT                                | Elevada do cargo de vice-governadora do Rio de Janeiro. |
| Rio Grande do Norte |                         | Fátima Bezerra            | 1 de janeiro de 2019   | atualidade                               | PT                                | Eleita em 2018 e reeleita em 2022.                      |
| Rio Grande do Sul   |                         | Alceu Collares            | 15 de março de 1991    | 1 de janeiro de 1995                     | PDT                               | Eleito no segundo turno em 1990.                        |
| Sergipe             |                         | João Alves Filho          | 15 de março de 1983    | 15 de março de 1987                      | PDS                               | Eleito no segundo turno em 1982                         |
| Sergipe             | 15 de março de 1991     | João Alves Filho          | 1º de janeiro de 1995  | PFL                                      | Eleito em primeiro turno em 1990. |                                                         |
| Sergipe             | 1º de janeiro de 2003   | João Alves Filho          | 1º de janeiro de 2007  | PFL                                      | Eleito em primeiro turno em 2002. |                                                         |

## Senadores
| Unidade federativa  | Senador | Senador              | Mandato                  | Mandato                  | Partido político                       | Nota |
| ------------------- | ------- | -------------------- | ------------------------ | ------------------------ | -------------------------------------- | --- |
| Acre                |         | Laélia de Alcântara  | 1981                     | 1983                     | PMDB                                   | Eleita como suplente do senador Adalberto Sena em 1974, assumiu o cargo entre abril e agosto de 1981 quando este foi afastado por motivos de saúde e de forma definitiva em março de 1982 devido ao falecimento de Sena. |
| Acre                |         | Marina Silva         | 1.º de fevereiro de 1995 | 1.º de fevereiro de 2011 | PT (1985–2009) PV (2009–2011)          | Eleita em 1994 e 2002 |
| Acre                |         | Sibá Machado         | 4 de fevereiro de 2003   | 14 de maio de 2008       | PT                                     | Assumiu durante o licenciamento de Marina Silva |
| Rio de Janeiro      |         | Benedita da Silva    | 1º de fevereiro de 1995  | 17 de dezembro de 1998   | PT                                     | Eleita em 1994 |
| Rio de Janeiro      |         | Abdias do Nascimento | 25 de fevereiro de 1997  | 31 de janeiro de 1999    | PDT                                    | Assumiu após a morte de Darcy Ribeiro |
| Rio de Janeiro      |         | Romário              | 1.º de fevereiro de 2015 | atualidade               | PSB (2009-17) PODE(2017-21) PL (2021–) | Eleito em 2014 e 2022 |
| Rio Grande do Norte |         | Fátima Bezerra       | 1 de fevereiro de 2015   | 1 de janeiro de 2019     | PT                                     | Eleita em 2014,, se licenciou em 2019 para assumir o cargo de governadora do RN. |
| Rio Grande do Sul   |         | Paulo Paim           | 1º de fevereiro de 2003  | atualidade               | PT                                     | Eleito em 2002, 2010 e 2018 |
| Roraima             |         | Hiran Gonçalves      | 1 de fevereiro de 2023   | atualidade               | PP                                     | Eleito em 2022 |

## Prefeitos
| Cidade       | Prefeito | Prefeito       | Mandato               | Mandato                | Partido político          | Nota                                             |
| ------------ | -------- | -------------- | --------------------- | ---------------------- | ------------------------- | ------------------------------------------------ |
| Goiânia      |          | Rogério Cruz   | 13 de janeiro de 2021 | 31 de dezembro de 2024 | Republicanos              | Assumiu após a morte do titular, Maguito Vilela  |
| Porto Alegre |          | Alceu Collares | 1 de janeiro de 1986  | 1 de janeiro de 1989   | PDT                       | Eleito em turno unico em 1985                    |
| São Paulo    |          | Paulo Lauro    | 29 de agosto de 1947  | 25 de agosto de 1948   | PSP                       | Indicado pelo então governador Ademar de Barros. |
| São Paulo    |          | Celso Pitta    | 1 de janeiro de 1997  | 1 de janeiro de 2001   | PPB(1995-99) PTN(99-2001) | Eleito em segundo turno em 1996                  |
| Salvador     |          | Edvaldo Brito  | 18 de agosto de 1978  | março de 1979          | ARENA                     | Eleito pela Assembleia Legislativa               |